# Фелон (богослужбове облачення)

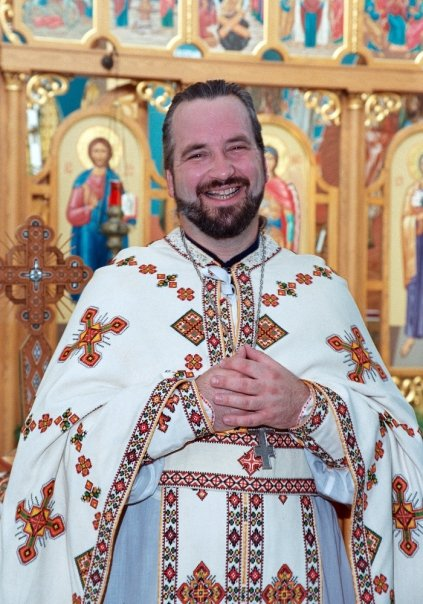
Священник УГКЦ, зодягнений у вишитий фелон грецького типу

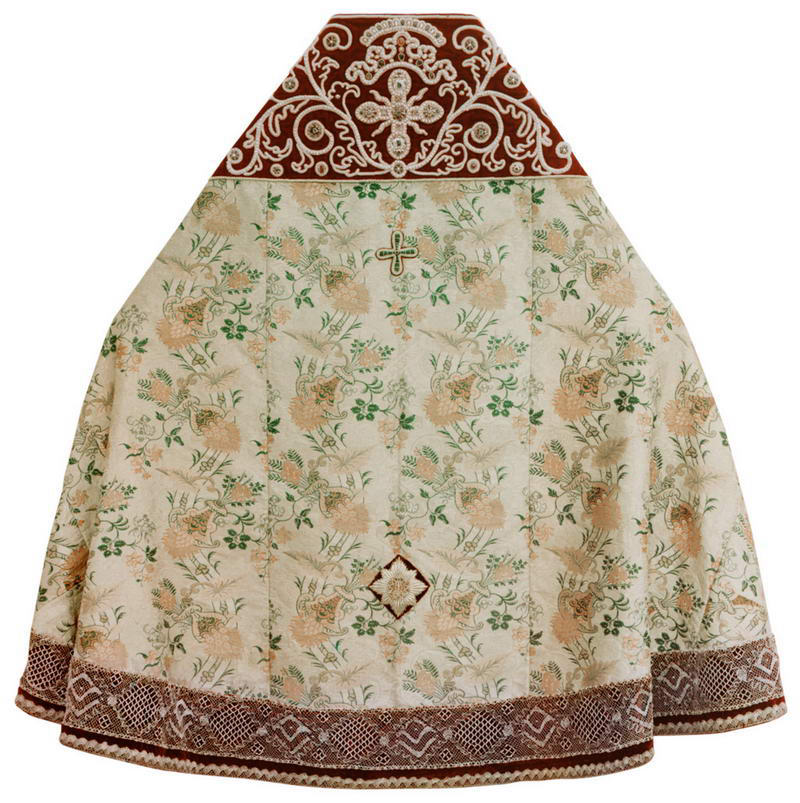
«Руський» фелон, світлина Сергія Прокудіна-Горського, 1910

Фело́н, фело́нь (грец. φαιλόνιο), ри́за — верхній богослужбовий одяг без рукавів священника у Східному християнстві. За церковною символікою фелон означає хламиду — верхній царський одяг, в який зодягнули Ісуса Христа під час суду Пілата. В Римській церкві аналогом фелону є казула.
У церковній практиці застосовується також укорочений малий фелон, що надівається на читців під час їх хіротесії.

## Походження, історія
Первісно фелон був круглий, покривав все тіло від голови до ніг і мав лише отвір для голови. Такий вигляд фелона зберігся майже без змін у православних церквах грецької традиції. В Україні фелон мав вигляд довгої ззаду і короткої спереду широкої накидки з вирізом для голови, що є пізнішим розвитком грецького фелона.
Давньоруський митрополит у літургії не відрізнявся серед інших митрополитів і вів богослужіння у звичайній ризі (на відміну від інших, він мав палицю й нарукавники). У XIV ст. наступає сувора регламентація богослужбового одягу. У 1346 році митрополит Київський благословляє архієпископа Новгородського Василя «на ризы хресцяты» (поліставріон), а сам митрополит вже зодягнений у сакос. У XVI ст. остаточно формується тип фелона православної церкви. У церкві священник, одягаючи фелон, промовляє: «Священники Твої, Господи, зодягнуться у правду, і преподобні Твої радісно звеселяться завжди» (Пс 131). З 1705 року замість фелонів почали покладати сакоси на всіх архієреїв, а фелони залишилися приналежністю архімандритів, протоієреїв та ієреїв.
У ризницях соборів зберігалася значна кількість фелонів. В описах ризниці Успенського собору Києво-Печерської лаври (1739, 1803 рр.) перелічуються фелони, подаровані гетьманами Апостолом, Скоропадським, його дружиною «гетьмановою Скоропадською», Данилом Єфремовичем, гетьманом Полуботком, схимомонахинею Нектарією (Долгоруковою), Мокієвським (родичем Мазепи) тощо.
З XVI-XVII століття фелон часто стали робити з важкої парчі, так що їхній верх підіймався конусом над плечима. І щоб верх фелона з легких тканин теж був піднятим, у нього стали вставляти жорстку підкладку. Цей твердий комір є запозиченням з латинського крою плувіала того часу.

## Види

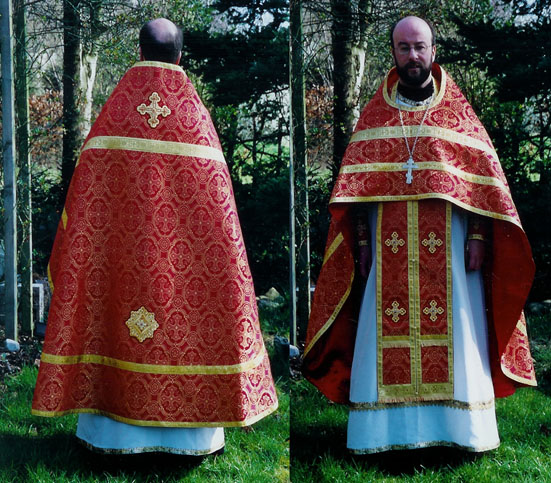
Священник РПЦ у фелоні «руського» типу

У церковній літературі вирізняють три види фелону: руський (назва умовна), грецький та короткий (укорочений).
«Руський» фелон — церковний одяг, що конструктивно формувався за часів Русі. Оздоблюють такий фелон стрічками, хрестом та восьмикутною зіркою за певною визначеною схемою. «Руський» фелон має складну геометричну форму опліччя («ярмо» — жорстка верхня частина). В деяких джерелах виникнення такого опліччя датується XVI–XVII століття. Проте, інші дослідники вважають таке твердження хибним, оскільки збереглись фелони такої форми походженням принаймні з XII ст., це підтверджує і аналіз ранньої іконографії. Правдоподібно, що така форма фелона зумовлена пізнішою традицією декоративного оздоблення (орнаментальне та сюжетне золоте шитво), оскільки гаптування надто збільшувало товщину тканини і позбавляло її пластичності та властивості драпіруватися. До того ж, така конструкція розширювала робочу поверхню на опліччі фелона, що, в свою чергу, дозволяло виконувати більш досконалі орнаментальні та сюжетні мотиви.
Проте, саме руський фелон має найсуттєвіші конструктивні недоліки, з точки зору його ергономічної відповідності фігурі людини, і саме через конструктивний вузол «опліччя», оскільки в ньому відсутня класична опорна ділянка, а його внутрішня поверхня є дотичною до плечової частини тіла. Безумовно, що такі недоліки в конструкції верхнього богослужбового одягу спричиняють суттєвий дискомфорт під час його експлуатації та негативно відзначаються на зовнішньому вигляді через його незбалансованість на фігурі священника.
Традиції і правила українських церков дозволяють використовувати для проведення богослужінь більш зручний (особливо влітку), без жорсткого опліччя грецький фелон. Такий вид фелона в Україні найчастіше використовують священники УГКЦ та УАПЦ, здебільшого в західному регіоні. Грецький фелон можна декорувати за схемою руського або вишивкою з хрестоподібним та рослинним орнаментом.
Короткий фелон використовують при посвяті причетників (паламарів, читців) та під час виїзних служб, молебнів, панахид тощо.